# Georgiens parlament
Georgiens parlament (georgiska: საქართველოს პარლამენტი, Sakartvelos parlamenti) är den högsta lagstiftande församlingen i Georgien. Den består av en kammare som har 150 medlemmar, där 77 väljs proportionellt och 73 väljs genom enmansvalkretsar. Alla representanter väljs in i parlamentet över en fyraårsperiod. 
Parlamentet huserar i parlamentsbyggnaden i centrala Tbilisi, vid Rustaveliavenyn. Det var under perioden oktober 2012 till januari 2019 förlagt till landets tredje största stad Kutaisi, varefter det flyttade tillbaka till Tbilisi.
Valet 2012 resulterade i att oppositionskoalitionen Georgiska drömmen fick flest platser i parlamentet, 85, medan presidenten Micheil Saakasjvilis Enade nationella rörelsen fick 65 platser. Dessa var de enda partier att ta plats i parlamentet.

## Struktur
Det georgiska parlamentet är landets högsta lagstiftande organ. Parlamentet leds av dess talman. Zurab Zjvania hade denna post från år 1995 fram till dess att han bröt med den dåvarande presidenten Eduard Sjevardnadze och avgick den 1 november 2001. Efter att Zjvania avgått valdes Nino Burdzjanadze till talman. Hon var innehavare av posten fram till parlamentsvalet år 2008. Efter det valet tog Davit Bakradze över som talman i parlamentet. Efter parlamentsvalet 2012 utsågs Davit Usupasjvili till talman.
Den 29 december 2021 valdes Sjalva Papuasjvili till ny talman.